# 馬爾博雷峰

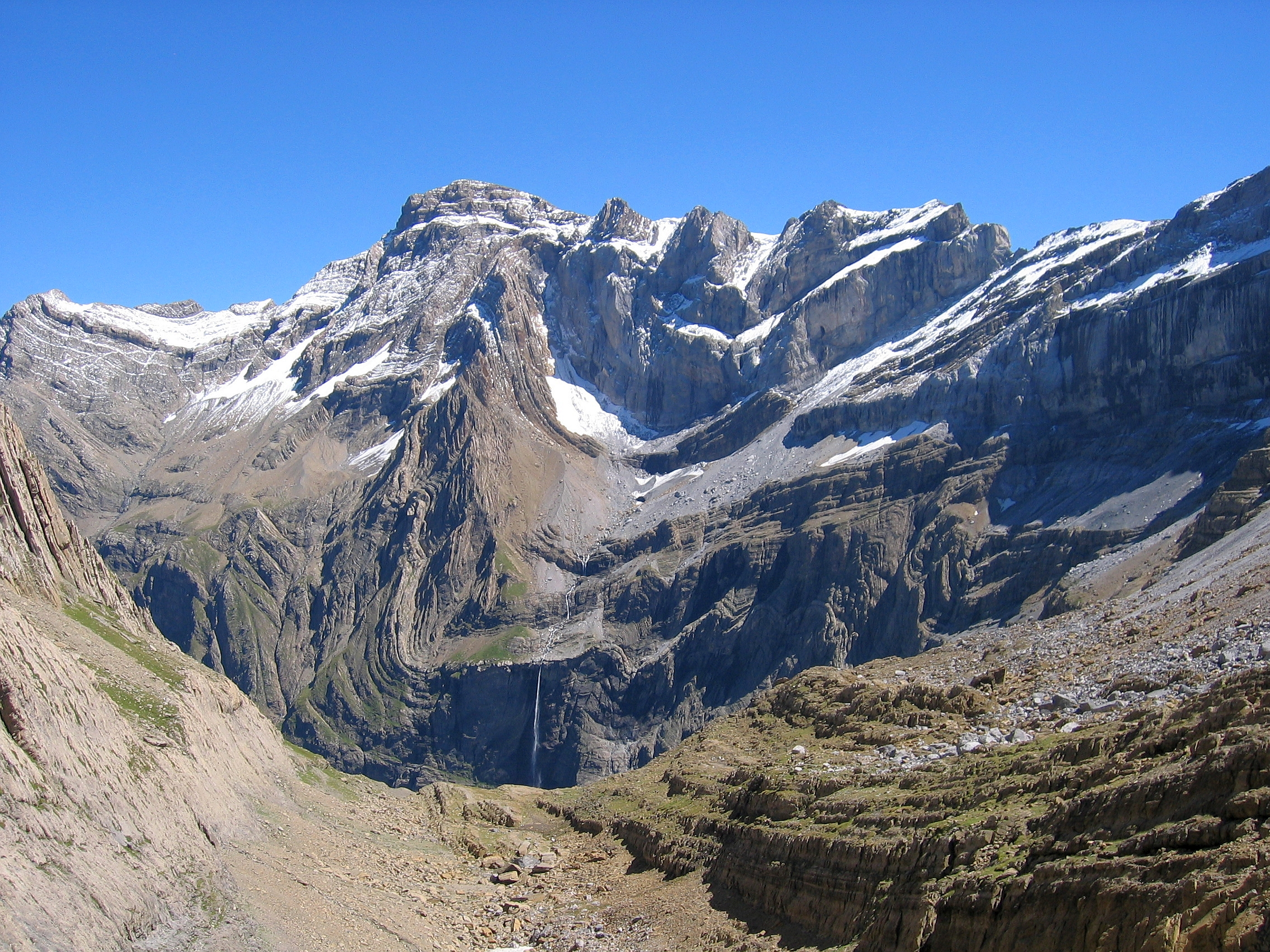

42°41′34″N 0°0′42″E / 42.69278°N 0.01167°E
馬爾博雷峰（西班牙語：Pico Marboré），是歐洲的山峰，位於法國西南部上比利牛斯省和西班牙北部阿拉貢自治區之間，屬於比利牛斯山中佩迪杜山的一部分，人類在1846年首次登頂。